# James Sutton (piloto)
James Sutton (Londres; 20 de octubre de 1985) es un piloto de carreras británico, conocido por ser el ganador de la Porsche Carrea Cup GB de 2007.

## Primeros años
Antes de embarcarse en las carreras de los autos, Sutton compitió en karting, donde ganó la Copa de Londres en el año 2000 antes de convertirse en el campeón británico Junior TKM en 2001. Luego, pasó a la Fórmula ICA y en 2003 compitió en los campeonatos británicos de karting de Fórmula A.

## Monoplazas
Comenzó sus carreras en monoplazas en 2004, donde ganó dos carreras en los campeonatos de Fórmula BMW para el equipo Fortec Motorsport . En el mismo año, Sutton se convirtió en miembro aceptado del British Racing Drivers 'Club (BRDC), como' Estrella en ascenso '. Se quedó con el equipo, con quiénes ganó su primera carrera de Fórmula Renault en la primera ronda de la serie 2006 de Fórmula Renault Reino Unido en Brands Hatch .
Entre 2005 y 2006, compitió en los campeonatos de Fórmula Renault para Fortec, donde ganó la carrera inaugural de la temporada 2006.
Actualmente, está haciendo campaña para la introducción de pautas, a fin de estar sujetos a los conductores de carreras involucrados en choques de carreras de alta velocidad, que regularán y controlarán a los conductores que compiten y / o conducen en la vía pública.

## Porsche Carrera Cup Gran Bretaña
En febrero de 2007, se anunció que Sutton competiría en la serie Porsche Carrera Cup GB para la temporada 2007 con el equipo Redline Racing, aquel que llevó a Richard Westbrook al campeonato en 2004 y a Danny Watts a 10 victorias de las 20 carreras en 2006.
El 25 de agosto de 2007, Muriel Gray entrevistó a Sutton para el programa Saturday Live de la BBC Radio 4, y describió cómo trató de aceptar el hecho de haber sido responsable de una muerte en la carretera.
En octubre de 2007, ganó el campeonato Porsche Carrera Cup GB en su temporada de debut, convirtiéndolo en el piloto más joven en ganar la serie. Habiendo requerido solo dos finales de carrera razonables antes del fin de semana final, estuvo involucrado en una penúltima carrera controvertida donde abrió el campeonato a 3 pilotos (él mismo, Steven Kane y Tim Harvey ). Al requerir solo un tercer lugar, Sutton, habiendo comenzado séptimo en la parrilla, logró asegurar un podio y con eso el título general.
Durante una entrevista en la ceremonia de los premios TOCA de 2007, Sutton declaró que anteriormente se había contemplado una jubilación anticipada del automovilismo al final de la temporada 2006 de Fórmula Renault. En otra entrevista de la edición de enero de 2008 para la revista "911 y Porsche World", declaró que optó por las carreras de autos deportivos cuando no pudo recaudar las £ 400,000 necesarias para competir en F3 . En esta etapa, no tenía planes definidos para 2008.
Regresó a la serie en 2009, disfrutando de un mayor éxito y, a pesar de perderse la primera ronda del campeonato, se encontró desafiando a Harvey y Tim Bridgman por el título. Una sucesión de dobles victorias en Silverstone y Rockingham (impulsadas por la falta de finalización de ambos Tims en la carrera 2 en Silverstone) lo dejó 4 puntos detrás de Harvey y 4 por delante de Bridgman de cara a la reunión final en Brands Hatch.
Regresó al Campeonato Porsche Carrera Cup en 2011 y, tras una temporada muy reñida contra su compañero de equipo, Michael Meadows, ganó por segunda vez. Michael Meadows sufrió un pinchazo lento en la última carrera en Brands Hatch que llevó a James Sutton a asegurar su título. Se cita a James diciendo "fue una temporada muy dura y creo que este es el mayor logro de mi carrera hasta ahora, basado únicamente en las personas con las que tuve que competir para finalmente salir con el título se siente fantástico. En primer lugar, tuvimos que trabajar duro para que este año sucediera ". 
En 2012 se tomó un descanso de las carreras antes de unirse a Redline, en la Porsche Carrera Cup, para los últimos tres fines de semana del campeonato de 2012, reemplazando a Glynn Geddie.

## GT británico
En febrero de 2008, Sutton fue nombrado como el cuarto piloto en ser fichado por la recién formada CR Scuderia y se asoció con Michael Meadows durante toda la temporada británica de GT 2008.
Mientras competía en el British GT, Sutton también compitió una vez en la Porsche Super Cup en Silverstone, y en la carrera de 24 horas de Spa del campeonato FIA GT (junto a Andrew Kirkaldy, Rob Bell y Dirk Müller en el coche CR Scuderia n. ° 56).